# 勃蘭登堡屬黃金海岸
勃兰登堡黄金海岸（德語：Brandenburgische Goldküste），即后来的普鲁士黄金海岸，是黄金海岸的一部分。 勃兰登堡的殖民地从 1682 年到 1720 年存在，当时普鲁士国王腓特烈·威廉一世将其以 7200 杜卡特的价格卖给了荷兰共和国。